# Christian Teilman
Jørgen Christian Fasting Teilman, född den 30 juli 1845 i Aker, död den 4 december 1909 i Kristiania (nuvarande Oslo), var en norsk tonsättare.
Teilman var elev till Carl Arnold i Kristiania och till Herman Berens i Stockholm. Han var från 1870 musiklärare i Kristiania och under årtionden en oförtruten kompositör av lätta salongsstycken, danser, marscher, parafraser av folkvisor samt av andra sånger och populär musik för piano, varav en hel mängd utgavs även på svenska förlag.